# Мелкити
Термин "Мелкити" (/ мɛлкаɪт /), такође се пише "Мелхите", односи се на различите хришћанске цркве византијског обреда и њихове чланове који потичу са Блиског истока. Реч долази из сиријске ријечи малкојо (ܡܠܟܝܐ) и арапске речи Малки (арап. ملكي, што значи "краљевски", а по тумачењу "царски"). Када се користи у црквеном смислу, то се конкретно односи на Мелкитску гркокатоличку цркву као етнорелигијску групу.

## Историјат
Мелкити себе сматрају првом хришћанском заједницом, датирајући Мелкитску Цркву до времена апостола. За ову прву заједницу речено је да је била мешовина састављена од појединаца који су изворно били Стари Грци, Македонци, Римљани, Сиријци и Јевреји.
Хеленистички јудаизам и јудео-грчка литература "мудрости" популарна у ери касног другог храма међу и хеленизованим Јеврејима (познатији као Митјавним) и паганским грчким преобраћеницим у јудаизам играли су важну улогу у формирању традиције Мелкита.
Након исламских освајања Леванта у 7. веку, заједница Мелките је започела усвајање арапског језика у литургијске традиције пошто је Блиски исток постепено постао арабизован.
Термин Мелкити првобитно се користио као пежоративни термин након тешке поделе која се десила у источном хришћанству након Халкидонског сабора (451). Нехалкидонци су исти користили да би означили православне који су подржавали сабор у Халкидону који се сазвао византијски цар (малко и његови согнати су семитске речи за "краља"). Мелкити су углавном били становници грчко-језичних градова од запада Леванта па све до Египта, за разлику од покрајина са сиријским и коптским говорницима иначе не-халкидонацима. Мелкитска црква је била организована у три историјска патријархата - Александрија, Антиохија и Јерусалим - у заједници са Цариградском патријаршијом. Након Халкедонског сабора, у наредним вековима те Цркве које су одбациле овај сабор признавале су различите патријархе у Александрији (Коптска оријентално-православна црква) и Антиохији (Сиријска оријентално-православна црква). Нубијско краљевство Макурија (данашњи Судан) је за разлику од својих антихалкидонских етиопских монофизитских суседа (модерно често називаних као оријентално-православни, можда због њихове самоидентификације као православних и због источнпг типа обреда), такође је било халкидонско тј. православно, од 575 до 710. године и још увек је имало велику мелкитску мањину до 15. века.
Од 1342. римокатолички свештеници су били смештени у Дамаску и другим подручјима, и радили су на унији између Рима и православних. У то време природа тзв. источно-западне шизме, или како се другачије означава одпада Рима од православља, нормално датирана 1054, није била дефинисана, а многи од оних који су наставили да врше богослужења и раде у оквиру Мелкитске цркве постали су прозападни. Године 1724, у Дамаску је Кирил VI (Серафим Танас) од стране синода изабран за патријарха Антиохије. С обзиром на то да је то био католички покушај преузимања власти над црквом, Јеремија III из Константинопоља је као одговор на католичку узурпацију наметнуо ђакона, грчког монаха Силвестера који је управљао патријаршијом уместо Кирила. Након рукоположења свештеника, у чин епископа, добио је заштиту од Турака како би срушио Кирила. Силвестерово тешко руковођење црквом је охрабрило многе да преиспитају оправданост Кириловог захтева за патријаршијским троном.
Новоизабрани папе Бенедикт XIII (1724-1730) такође је препознао легитимитет Кирилове тврдње и признао њега и његове следбенике као део заједнице са Римом. Од тог тренутка па надаље, Мелкитска црква је подељена између грчко православне (Грчке православне цркве Антихије), које је наставио да именује ауторитет цариградског патријарха до краја 19. века, и грко-католике (Мелкитска гркокатоличка црква ), који признају ауторитет папе из Рима. Међутим, данас је само католичка група та која идаље наставља да користи назив Мелкити; стога, у савременој употреби, термин се односи скоро искључиво на грко-католике са арапског говорног подручја Блиског истока.
Неки типични грчки "антички синагогалски" свештенички обреди и химне делимично су сачувани до данашњих дана, нарочито у посебним црквеним службама Мелкита и грчких православних заједница провинције Хатај у јужној Турској, Сирији и Либану. Припадници ових заједница и даље себе зову Рум који буквално на арапском језику значи "римски" или "азијски грчки" на арапском о онима из Источног римског царства, а које на западу често називају "византијским". Израз "Рум" се користи уместо "Јоњани" или "Јавани" што значи "европско-грчко" или јонско на класичном арапском и библијском хебрејском.